# Renato Vrbičić
Renato Vrbičić, né le 21 novembre 1970 à Šibenik (Yougoslavie) et mort le 12 juin 2018 dans la même ville, est un joueur croate de water-polo. 

## Carrière
Avec l'équipe de Croatie de water-polo masculin, Renato Vrbičić est médaillé d'argent aux Jeux olympiques d'été de 1996 à Atlanta.
Il est formé au VK Solaris, où il évolue en équipe première à partir de 1987. De 1991 à 1993, Vrbičić joue pour le VK Jadran Split, remportant la Coupe d'Europe des clubs champions en 1992 et 1993. Il retourne ensuite au VK Solaris de 1993 à 1995. Il évolue un temps au HAVK Mladost en 1995 avant de retourner la même année au Solaris, u restant jusqu'en 1997. Il revient ensuite au Mladost, remportant la Coupe d'Europe des vainqueurs de coupe en 1999, le Championnat de Croatie en 1997 et 1999 et la Coupe de Croatie en 1998 et 1999. II évolue sous les couleurs du Jadran Split lors de la saison 2000-2001 puis du Mladost lors de la saison 2001-2002, remportant le Trophée LEN et le Championnat croate cette saison-là.  Il joue pour le club italien de Catane de 2002 à 2003, puis pour le club de Civitavecchia lors de la saison 2003-2004. Il termine sa carrière à l'issue de la saison 2004-2005 dans son club formateur, le VK Šibenik.